# Yukio Iketani
Yukio Iketani (池谷 幸雄, Iketani Yukio), né le 26 septembre 1970 à Fuchū, est un gymnaste japonais.
Il remporte la médaille de bronze au sol lors des Jeux olympiques de 1988 puis celle d'argent lors des Jeux de 1992. Il est également médaillé de bronze par équipes lors de ces deux Jeux olympiques.
Il est également médaillé de bronze à la barre fixe aux Championnats du monde de gymnastique artistique 1989.